# Сизенёва, Лидия Исидоровна
Лидия Исидоровна Сизенёва (род. 16 апреля 1954, Тирасполь, СССР) — советская и российская оперная певица. Народная артистка Приднестровской Молдавской Республики (2011). Заслуженная артистка Российской Федерации (2023). Профессор Приднестровского государственного университета им. Т. Г. Шевченко, заведующая кафедрой.

## Биография
Лидия Исидоровна Сизенёва родилась в городе Тирасполе, МССР. В три года тётя привела её в хор, действующий при Доме офицеров. Необычайной красоты голос унаследовала от бабушки, у которой в семье все пели от мала до велика. Училась в английской спецшколе, сочетая ежедневный языковой тренинг с игрой на фортепиано и пением. А так как голос у девочки был от природы сильным и звонким, руководители хоровых коллективов из общеобразовательной и музыкальных школ, а также Дома пионеров юную певицу буквально «рвали на части». Доходило до курьезов, подходит, бывало хормейстер к Лидии и говорит: «Приходи завтра на репетицию, подпой, а то что-то альты партию не держат», а девочка, обычно исполнявшая партию сопрано, охотно соглашалась.
Окончила Одесскую консерваторию (класс профессора, академика, народной артистки Украины Поливановой Галины Анатольевны) в 1979, где, как обычно, летом отдыхал легенда Новосибирского театра оперы и балета, главный дирижёр театра Зак Исидор Аркадьевич.
На выпускные экзамены в Одесскую консерваторию Исидор Аркадьевич нагрянул неожиданно, преследуя «корыстную цель» — присмотреть среди юных вокалисток исполнительницу на роль Эммы Бовари («Госпожа Бовари»). Дело в том, что он задумал поставить (впервые в СССР) оперу французского композитора Бондевиля на сцене тогда ещё НГАТОиБ, а певицы, хотя бы отдаленно напоминающей француженку, у него под рукой не оказалось. Выбор дирижёра пал на «зеленоглазую красотку Лидочку». Когда девушке объявили, что ею интересуется маэстро Зак, у неё началась…истерика «Как, — всхлипнула она, утирая катившиеся градом слёзы, — опять лицо моё понравилось…А голос?» «И голос тоже», — успокаивали Лидочку сбежавшиеся на плач педагоги. К слову, в своё время, Одесскую консерваторию окончили такие именитые исполнители, как:Христич, Зоя Петровна- тоже уроженка Тирасполя, Ворошило Александр Степанович,Гулегина Мария Агасовна.
В декабре 1979 года Л. Сизенёва дебютировала на сцене НГАТОиБ, спев партию Татьяны («Евгений Онегин»), а сложнейшую как в вокальном, так и в психологическом плане роль Эммы Бовари певица исполнила в апреле 1980 года. Особенно ей удавалась финальная, самая трудная, не только для неё, но и для режиссёра народного артиста РСФСР Ваагна Багратуни, сцена, когда Эмма, приняв яд, умирает. Публика выходила из зала со слезами на глазах.
Всего за 20 лет своей творческой деятельности в Новосибирском оперном театре ею было исполнено 29 партий. Любая, даже небольшая роль в исполнении певицы надолго оставалась в памяти любителей оперного искусства. Сама же певица из всего многообразия сыгранных и спетых ею героинь отдаёт предпочтение Дездемоне («Отелло»).
Так, после феерического выступления новосибирской труппы на сцене Большого театра в 1982 году, сам Иван Семёнович Козловский и Наталья Шпиллер поздравляли юную певицу с успешным исполнением сложной партии. В журнале «Советская музыка» в статье «О чём рассказали встречи с новосибирцами», писали: "Одна из самых молодых артисток труппы Л. Сизенева выступила в сложной и ответственной партии Дездемоны. Может быть, порой ей не хватало сценического опыта, иногда напряженно звучал голос в верхнем регистре. Но у Л. Сизеневой порадовали ясное стремление к целостному решению образа, хорошо найденный, от начала до конца выдержанный, стиль интонирования, благородная пластика движений. И ещё одно. У этой артистки чувствовалось живое ощущение партнера (особенно в лирических эпизодах) — качество, которого иногда не хватало некоторым другим певцам, слишком уж «жестко привязанным к дирижёрской палочке».
- Лидия Сизенёва и Иван Козловский (слева направо)

Но все эти минимальные недостатки были давно искоренены к моменту «Звездного часа тенора Валерия Егудина (недоступная ссылка)»(Отелло) вместе с Николаем Дмитриенко (Яго) на гастролях в Польше в ноябре 1986 года. Вот как в 1999 году Валерий Егудин, занимая пост директора НГАТОиБа говорил в интервью газеты «Вечерний Новосибирск», вспоминая эти гастроли:
«Лидочку душить было жалко, такие у неё невинные глаза…»
Вообще с партнерами по сцене певице всегда везло: Валерий Егудин, Алексадр Беляев, Михаил Пахомов, Владимир Урбанович, Владимир и Александр Прудники, Галина Бибичева, Галина Яковлева, Александр Лебедев, Владимир Васильев — «звезды» оперной труппы, высокопрофессиональные исполнители, а ведь не секрет, что успех солиста во многом зависит именно от партнера.
И лишь одна мечта осталась не исполненной… Лидии Сизенёвой так и не удалось исполнить партию Чио-Сан в «Мадам Баттерфляй», после генеральной репетиции которой певица… ушла в декрет.
Отметив 20-летний юбилей творческой деятельности, Лидия Сизенёва вернулась на Родину, в Тирасполь, где продолжила концертную деятельности в камерном оркестре Городского Дворца Культуры, вместе с которым была на гастролях в Обнинске, Смоленске, принимала участие в Первом Международном Фестивале Российских Соотечественников Зарубежья «Русская Песня» в Москве, став его лауреатом. Параллельно с творческой деятельностью, является заведующей кафедрой музыкального образования института государственного управления, права и социально-гуманитарных наук Приднестровского государственного университета им. Т. Г. Шевченко, доцент, народная артистка ПМР.

## Партии в операх
- Татьяна («Евгений Онегин» П. Чайковского) — лучшая Татьяна в трёх постановках;   - Письмо Татьяны "Евгений Онегин"
  - "Евгений Онегин", Греминский бал
- Дездемона («Отелло» Дж. Верди) ;  - Л. Сизенёва в партии Дездемоны
  - Л. Сизенёва и В. Егудин, "Отелло"
  - Лидия Сизенёва и Антонина Бубнова
- Эмма Бовари («Госпожа Бовари» Э. Бондевиля) — одна из первых исполнительниц в СССР;  - Эмма Бовари, первый акт
  - "Госпожа Бовари", V картина, замок Ля Юшетт
- Прилепа, Лиза («Пиковая дама» П. Чайковского);
- Половецкая девушка («Князь Игорь» А. Бородин) ;
- Микаэла ("Кармен " Ж. Бизе);
- Недда («Паяцы» Р. Леонкавалло);

- Недда (Коломбина)

- Парася («Сорочинская ярмарка» М. Мусоргского);
- Иоланта («Иоланта» П. Чайковского);
- Мадам Баттерфляй («Мадам Баттерфляй» Дж. Пуччини);
- Лауретта («Джанни Скикки» Дж. Пуччини);
- Ксения («Борис Годунов» М. Мусоргского);
- Эмма («Хованщина» М. Мусоргского);

- Л. Сизенёва и А. Беляев "Хованщина"

- Зоя («Горячий снег» А. Холминова);

- Джульетта («Сказки Гофмана» Ж. Оффенбаха) ;

- Джульетта "Сказки Гофмана"

- Памина («Волшебная флейта» Вольфганг Амадей Моцарта);
- Ольга («Русалка» А. Даргомыжского);
- Алёнушка («Сказка о попе и о работнике его Балде»);
- Кролик («Винни-Пух» О. Петровой);
- Кукла («Стойкий оловянный солдатик» С. Баневича) и т. д.

## Награды и премии
- Обладатель почётного знака Президента РФ «За достижения в культуре» (7 июня 1999)
- Отличный работник культуры ПМР (5 марта 2004)
- Заслуженная артистка Приднестровской Молдавской Республики (11 июня 2007)
- Лауреат Первого Международного Фестиваля Российских Соотечественников Зарубежья «Русская Песня» (Москва, октябрь 2007)
- Народная артистка Приднестровской Молдавской Республики (21 декабря 2011)
- Медаль «За отличие в труде» (ПМР) (17 июня 2016)
- Медаль Международной ассоциации работников культуры и искусства (МАРКИС) «За труды в просвещении, культуре, искусстве и литературе» (9 февраля 2018)
- Заслуженная артистка Российской Федерации (27 июня 2023) — за большой вклад в развитие отечественной культуры и искусства, многолетнюю плодотворную деятельность[1]